# Лилави морски охлюви
Лилавите морски охлюви, известни още като янтини (Janthina), са род от малки до средни по големина пелагични или планктони морски охлюви, морски молюски гастроподи от семейство Epitoniidae. През 2017 г. този род е пренесен на Epitoniidae.

## Разпространение
Видовете от този род се срещат по целия свят в тропически, субтропични и топли морета.

## Описание
Тези охлюви са пелагични и живеят на повърхността на океана. Възрастните охлюви може да са неспособни да плуват и умират, когато са откачени от своите салове; Ларвите на Janthina обаче активно плуват във водния стълб.
Възрастните охлюви ловуват (и живеят близо до) един от няколкото вида пелагични животни, слабо известни като медузи. По-конкретно те ядат медузите на свободно плуваща Cnidaria, по-специално рода, известен като „моряците от вятъра“, Velella.
Охлювите са в състояние да плуват сигурно, защото създават сал от прозрачен хитин около въздушни мехурчета, образувани близо до повърхността на океана. Закрепват се на този сал, използвайки крака си. Охлювите нямат оперкулум.
Тези охлюви често се изхвърлят на брега по време на бури.
Общите имена на този род произлизат от светло лилавия или виолетов цвят на черупките и виолетовите тела. Другият род в семейството, Recluzia, има черупки с маслинено-кафяв цвят.

## Видове
Този род е събрал много голям брой имена на видове през вековете. Повечето имена, които са дадени, всъщност са синоними на само няколко вида, които имат разпространение в световен мащаб в тропическите води. Експертите не са съгласни относно някои подробности на синонимията.
Видовете от рода Janthina включват:
- † Janthina chavani (Ludbrook, 1978)
- Janthina exigua Lamarck, 1816 – dwarf janthina
- Janthina globosa Swainson, 1822
- Janthina janthina (Linnaeus, 1758) – Виолетов мехурчест плаващ охлюв
- † Janthina krejcii Beu, 2017
- Janthina pallida W. Thompson, 1840
- † Janthina typica (Bronn, 1861)
- Janthina umbilicata d'Orbigny, 1841

Видове, въведени в синонимия:
- Janthina affinis Reeve, 1858: synonym of Janthina janthina (Linnaeus, 1758)
- Janthina africana Reeve, 1858: synonym of Janthina janthina (Linnaeus, 1758)
- Janthina alba Anton, 1838: synonym of Janthina janthina (Linnaeus, 1758)
- Janthina balteata Reeve, 1858: synonym of Janthina janthina (Linnaeus, 1758)
- Janthina bicolor  Menke, 1828: synonym of Janthina janthina (Linnaeus, 1758)
- Janthina bicolor O. G. Costa, 1830: synonym of Janthina janthina (Linnaeus, 1758)
- Janthina bifida Nuttall, 1850: synonym of Janthina exigua Lamarck, 1816
- Janthina britannica Forbes & Hanley, 1853: synonym of Janthina janthina (Linnaeus, 1758)
- Janthina capreolata Montrouzier, 1860: synonym of Janthina exigua Lamarck, 1816
- Janthina carpenteri Mörch, 1860: synonym of Janthina janthina (Linnaeus, 1758)
- Janthina casta Reeve, 1858: synonym of Janthina janthina (Linnaeus, 1758)
- Janthina coeruleata Reeve, 1858: synonym of Janthina janthina (Linnaeus, 1758)
- Janthina communis Lamarck, 1822: synonym of Janthina janthina (Linnaeus, 1758)
- Janthina contorta Carpenter, 1857: synonym of Janthina janthina (Linnaeus, 1758)
- Janthina costae Mörch, 1860: synonym of Janthina janthina (Linnaeus, 1758)
- Janthina decollata Carpenter, 1857: synonym of Janthina globosa Swainson, 1822
- Janthina depressa Reeve, 1858: synonym of Janthina janthina (Linnaeus, 1758)
- Janthina elongata [sic]: synonym of Janthina globosa Swainson, 1822
- Janthina fibula Reeve, 1858: synonym of Janthina janthina (Linnaeus, 1758)
- Janthina fragilis Lamarck, 1801: synonym of Janthina janthina (Linnaeus, 1758)
- Janthina globosa Blainville, 1822: synonym of Janthina umbilicata d'Orbigny, 1840
- Janthina grandis Reeve, 1858: synonym of Janthina janthina (Linnaeus, 1758)
- Janthina incisa Philippi, 1848: synonym of Janthina exigua Lamarck, 1816
- Janthina involuta Reeve, 1858: synonym of Janthina janthina (Linnaeus, 1758)
- Janthina iricolor Reeve, 1858: synonym of Janthina globosa Swainson, 1822
- Janthina jehennei (Petit de la Saussaye, 1853): synonym of Recluzia jehennei Petit de la Saussaye, 1853
- Janthina laeta Monterosato, 1884: synonym of Janthina pallida W. Thompson, 1840
- Janthina megastoma A. Adams, 1861: synonym of Janthina umbilicata d'Orbigny, 1840
- Janthina nana Gray, 1842: synonym of Janthina globosa Swainson, 1822
- Janthina nitens Menke, 1828: synonym of Janthina globosa Swainson, 1822
- Janthina nitida  A. Adams, 1861: synonym of Janthina exigua Lamarck, 1816
- Janthina orbignyi Mörch, 1860: synonym of Janthina janthina (Linnaeus, 1758)
- Janthina patula Philippi, 1844: synonym of Janthina pallida W. Thompson, 1840
- Janthina payraudeaui Locard, 1900: synonym of Janthina globosa Swainson, 1822
- Janthina penicephela Peron, 1824: synonym of Janthina janthina (Linnaeus, 1758)
- Janthina planispirata  A. Adams & Reeve, 1848: synonym of Janthina janthina (Linnaeus, 1758)
- Janthina prolongata Blainville, 1822: synonym of Janthina globosa Swainson, 1822
- Janthina rosea Anton, 1838: synonym of Janthina pallida W. Thompson, 1840
- Janthina roseala Reeve, 1858: synonym of Janthina janthina (Linnaeus, 1758)
- Janthina roseola Reeve, 1858: synonym of Janthina janthina (Linnaeus, 1758)
- Janthina rotundata Dillwyn, 1840: synonym of Janthina janthina (Linnaeus, 1758)
- Janthina smithiae Reeve, 1858: synonym of Janthina janthina (Linnaeus, 1758)
- Janthina splendens Monterosato, 1884: synonym of Janthina globosa Swainson, 1822
- Janthina striata Montrouzier, 1860: synonym of Janthina exigua Lamarck, 1816
- Janthina striolata A. Adams & Reeve, 1848: synonym of Janthina pallida W. Thompson, 1840
- Janthina striulata Carpenter, 1857: synonym of Janthina janthina (Linnaeus, 1758)
- Janthina trochoidea Reeve, 1858: synonym of Janthina janthina (Linnaeus, 1758)
- Janthina vinsoni Deshayes, 1863: synonym of Janthina exigua Lamarck, 1816
- Janthina violacea Röding, 1798: synonym of Janthina janthina (Linnaeus, 1758)
- Janthina vulgaris Gray, 1847: synonym of Janthina janthina (Linnaeus, 1758)